# 인도의 교통

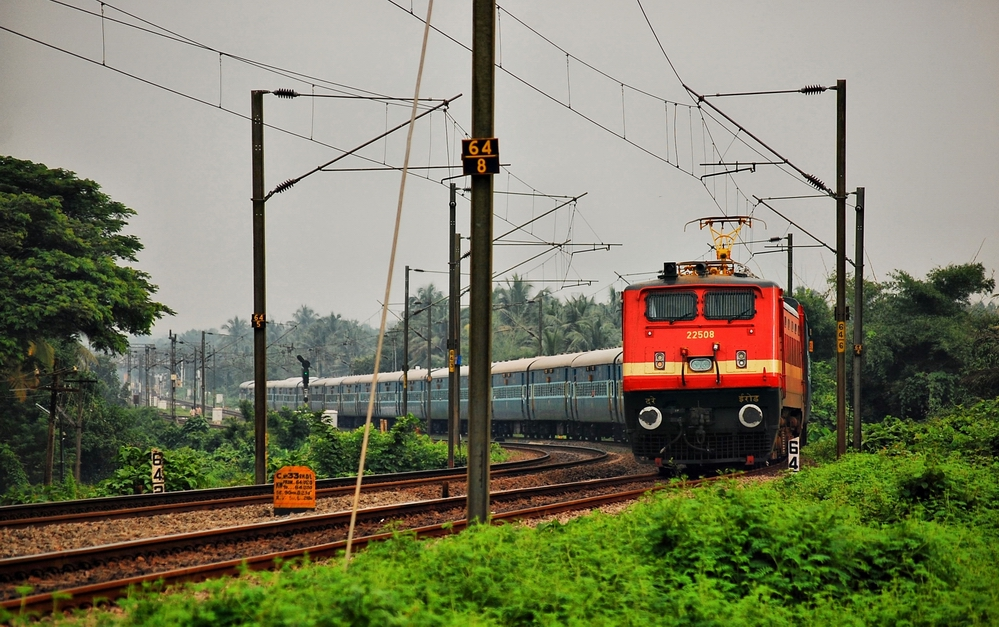

인도의 교통은 육지, 수로, 대기를 통한 운송을 수반한다.
그 중 철도교통이 가장 잘 발달해 있다. 철도가 인도에서 처음 개설된 것은 영국지배하에 있던 1853년이었으며 현재 철도의 총연장은 약 6만 km에 달하고 있다. 그러나 다른 교통수단이 발달해 있지 않기 때문에 철도교통은 항상 혼잡하다.자동차교통은 도로망이 정비되어 있는 데 비해서 보급률이 낮다. 수상교통은 캘커타, 마드래스, 봄베이 등의 항구를 중심으로 한 해상교통과 갠지스강, 브라마프트라강, 인더스강 등의 대하천을 이용한 하천교통이 있는데 상당히 먼 내륙지방까지 기선의 항행이 가능하다.항공교통은 국제선 에어 인디아(AIL)와 국내선 인디언 에어라인즈(IAL)가 있어 비교적 잘 발달해 있다.